# Hyperolius ocellatus
Hyperolius ocellatus là một loài ếch thuộc họ Hyperoliidae.
Loài này có ở Angola, Cameroon, Cộng hòa Trung Phi, Cộng hòa Congo, Cộng hòa Dân chủ Congo, Guinea Xích Đạo, Gabon, Nigeria, Uganda, và có thể cả Rwanda.
Môi trường sống tự nhiên của chúng là rừng ẩm vùng đất thấp nhiệt đới hoặc cận nhiệt đới, sông ngòi, đầm nước ngọt có nước theo mùa, suối nước ngọt, vườn nông thôn, rừng trước đây suy thoái nghiêm trọng, ao, và kênh đào và mương rãnh.